# Pterochilus merpeba
Pterochilus merpeba är en stekelart som beskrevs av Giordani Soika. Pterochilus merpeba ingår i släktet Pterochilus och familjen Eumenidae. Inga underarter finns listade i Catalogue of Life.